# Список экранизаций произведений Ильфа и Петрова

## «Двенадцать стульев» (1928)
- 1933 — Двенадцать стульев (Чехословакия-Польша). Адаптирован под европейские реалии.
- 1936 — Пожалуйста, сидите! (Англия).
- 1938 — 13 стульев (Германия). Сценарий адаптирован под немецкие реалии.
- 1939 — В бегах за наследством (Италия).
- 1945 — Дело в мешках (США).
- 1945 — Тринадцать стульев (Швеция).
- 1954 — Семь чёрных бюстгальтеров (Швеция). Объектом поисков становится бриллиант, зашитый в один из бюстгальтеров.
- 1957 — Тринадцать стульев (Бразилия).
- 1957 — Счастье лежит на улице (ФРГ).
- 1962 — Двенадцать стульев (Куба). Сюжет перенесен на кубинскую почву.
- 1966 — 12 стульев, телеспектакль. В роли Бендера — Игорь Горбачев, реж. Александр Белинский.
- 1969 — Один из тринадцати (Италия-Франция).
- 1970 — The Twelve Chairs (Двенадцать стульев) (США). В роли Бендера — Фрэнк Ланджелла, реж. Мел Брукс.
- 1971 — Двенадцать стульев. В роли Бендера — Арчил Гомиашвили, реж. Леонид Гайдай.
- 1972 — Рабе, Пилц и 13 стульев (ФРГ). Телесериал.
- 1976 — Двенадцать стульев. В роли Бендера — Андрей Миронов, реж. Марк Захаров.
- 1997 — Мой дедушка и 13 стульев (Австрия).
- 2004 — Двенадцать стульев (Zwölf Stühle) (Германия). В роли Бендера — Георгий Делиев, реж Ульрике Оттингер.
- 2005 — Двенадцать стульев. В роли Бендера — Николай Фоменко, реж. Максим Паперник.
- 2011 — 12 сидений (Иран).
- 2013 — Не в стульях счастье (Италия). Реж. Карло Маццакурати.
- 2016 — 12 стульев (фильм, 201), Реж. Алгис Раманаускас Сюжет перенесен в современную Литву.

## «Золотой телёнок» (1931)
- 1958 — «Васисуалий Лоханкин». Короткометражная экранизация сцены из романа, реж. Георгий Данелия и Шухрат Аббасов.
- 1968 — Золотой телёнок. В роли Бендера — Сергей Юрский.
- 1969-1970 — Командовать парадом буду я (ЧССР). В роли Бендера (там он под именем Фольта) — Карел Хёгер.
- 1974 — Золотой телёнок (Венгрия). В роли Бендера (там он под именем Оскар Бендер) — Иван Дарваш.
- 1993 — Мечты идиота. В роли Бендера — Сергей Крылов.
- 2006 — Золотой телёнок, сериал. В роли Бендера — Олег Меньшиков.

## Прочее
- 1936 — Цирк
- 1961 — Совершенно серьёзно (очерк Как создавался Робинзон)
- 1972 — Ехали в трамвае Ильф и Петров (по мотивам рассказов и фельетонов)
- 1988 — Светлая личность